# レジデンシャル・セールスプランナー
レジデンシャル・セールスプランナーは、倫理、コンプライアンス、顧客の立場重視、社会的使命感を充分に身につけた実務家を養成すべく設立された、特定非営利活動法人日本レジデンシャル・セールスプランナーズ協会が認定する民間資格である。
2010年8月4日の副理事長退任、協会事務所の移転の際に、資格の名称がレジデンシャル・セールスプランナーから不動産仲介士（ふどうさんちゅうかいし）に改称された。
資格取得後も、知識の充実、実務能力の向上、コンプライアンス遵守が継続して求められている。

## 受講資格
特になし。

## 資格取得の流れ
1. 協会が発行している教本にて学習
2. 資格認定試験の受験（教本で学習しなくても受験は可能です）
3. 合格後、協会に登録することにより協会認定の不動産仲介士の資格が付与される

## 合格者数
平成20年度第8回認定試験の合格者発表によると64名であった。

## 登録者数
2009年7月31日時点で、東北6名、関東169名、近畿2名、九州8名の計185名。

## 関連事項
- 宅地建物取引士
- 日本の不動産に関する資格一覧